# Sheriff Hutton Castle
Sheriff Hutton Castle er ruinen af en middelalderborg i landsbyen Sheriff Hutton, North Yorkshire, England.
Den første borg på stedet var en motte and bailey-fæstning i tømmer, der blev opført under kong Stefan af Blois (1135-1154). Den blev erstattet af en borg i sten, der blev opført af John Neville, 3. Baron Neville i slutningen af 1300-tallet.
Det er en listed building af anden grad. og anerkendt internationalt som en vigtig struktur.